# The Best of George Harrison
The Best of George Harrison er George Harrisons første opsamlingsalbum og blev udgivet i 1976, efter hans kontrakt med EMI udløb.  Det blev også udgivet samme dag som hans debut hos Dark Horse: pladen Thirty Three & 1/3.
The Best of George Harrison blev samlet uden input fra Harrison, og blev kritiseret af Harrison (og mange anmeldere og fans) over, at sange fra hans Beatles-tid fyldte halvdelen af albummet, hvilket mindskede betydningen af hans år som solokunstner. Harrison havde faktisk tilbudt EMI en sporliste og albumtitel til udgivelsen, men disse blev ignorerede.
Hans forskellige Beatles sange fra Rubber Soul, Revolver, The Beatles, Abbey Road og Let It Be – alle producerede af George Martin –  samles med højdepunkter fra All Things Must Pass, Living in the Material World, Dark Horse og Extra Texture (Read All About It), hvoraf den eneste sjældenhed er Harrisons single "Bangla Desh" udgivelse fra 1971.
Efter udgivelsen nåede The Best of George Harrison ikke op på hitlisterne i Storbritannien, men blev – med et meget mørkere og mere dramatisk cover – #31 i USA.
The Best of George Harrison er stadig hans eneste tilgængelige tilbageskuende samling, da Best of Dark Horse 1976-1989 fra 1989 stoppede udgivelsen efter nogle år.

## Spor
Alle sange af George Harrison.
1. "Something" – 3:01
2. "If I Needed Someone" – 2:22
3. "Here Comes The Sun" – 3:05
4. "Taxman" – 2:37
5. "Think For Yourself" – 2:18
6. "For You Blue" – 2:31
7. "While My Guitar Gently Weeps" – 4:45
  - Spor 1 – 7 spilles af The Beatles
8. "My Sweet Lord" – 4:38
9. "Give Me Love (Give Me Peace On Earth)" – 3:35
10. "You" – 3:41
11. "Bangla Desh" – 3:57
  - Den eneste albumudgivelse af denne single fra 1971, som stammer fra Ravi Shankars bøn til Harrison om at hjælpe folk i Bangladesh
12. "Dark Horse" – 3:53
13. "What Is Life" – 4:17
  - Spor 8 – 13 spilles af George Harrison